# 4分33秒
《4分33秒》是由美国先锋派作曲家约翰·凯奇創作的曲子，任何乐器或乐器组合皆可演奏。此曲最特別之處為演奏者从头至尾都不需要演奏出一个音。

## 概述
《4分33秒》是美国先锋派作曲家约翰·凯奇最著名的音乐作品之一。任何乐器或乐器组合皆可演奏，但比较常见的版本是以钢琴演奏。
根据《4分33秒》的乐谱顯示，演奏者从头至尾都不需要奏出一个音。一般来说，钢琴演奏者在乐章之间会做出开合琴盖、擦汗等动作，而在演奏这首乐曲期间听众听见的各种声响都可被认为是音乐的组成部分。因此，《4分33秒》具有機遇音樂的特征。这部作品在演奏時演奏者不會演奏出一个音，所以常被称为“四分半钟的寂静”。因為此曲的演奏會被環境與觀眾行為影響，所以每次演奏期間發出的聲音都會不同。
此曲子分为三个乐章，其中第一乐章長度為30秒；第二乐章長度為2分23秒；第三乐章長度為1分40秒。
《4分33秒》的首次公演是由大衛·都鐸於1952年8月29日在伍德斯托克進行。

## 构思與創作
在凯奇构思《4分33秒》前，他已經創作了一些以寂靜作為音樂主體的作品，如1934年的《雙長笛二重奏》（Duet for Two Flutes）、1946年至1948年期間的部份《奏鸣曲与间奏曲》（Sonatas and Interludes）作品、1951年的《變化的音樂》（Music of Changes）、《雙田園曲》（Two Pastorales）和《预置钢琴与管弦乐队协奏曲》（Concerto for prepared piano and orchestra）、以及1952年的《等待》（Waiting）。
凯奇對《4分33秒》的构思始於1947年至1948年左右，即凯奇進行其作品合集《奏鸣曲与间奏曲》的編修工程期間。當時，凯奇於瓦瑟學院「作曲家的自白」演講中指出他有了創作《4分33秒》的靈感。但他亦覺得此曲會被其他音樂界人士認為是不可理解的。他本人更指出「我不希望它出現。甚至對我來說，演奏《4分33秒》是一件很容易做到的事，或者是一個笑話」。因此，凯奇延至1952年才「創作」此曲。

## 風格與影響
此曲在音乐界引起过震撼，也是现代音乐具代表性的作品之一。凯奇指出，艺术和生活的界限应该被抹平，全因世界本身就是一件艺术品。凯奇亦認為音乐是一种从希望到失望到绝望的过程，因此他創作的《4分33秒》就表現了这样的一个过程。《4分33秒》亦代表了凯奇「任何聲音都能構成音樂」的觀點。凯奇曾在許多場合中指出《4分33秒》是他最重要的作品。
保羅·赫加蒂指出凱奇的《4分33秒》開創了噪音音樂這個音樂種類。對赫加蒂來說，噪音音樂是指由隨機噪音組成的音樂。
《4分33秒》是一個自動性主義作品的例子。自動性主義作曲家都會在作品中盡量減少作曲家及演奏者的介入，並以環境、聽眾和表演者所發出的聲音作為曲子的主體。作曲家及演奏者在《4分33秒》中幾乎沒有介入，因此是自動性主義作品中的傑作。